# Grand Theft Auto IV
Grand Theft Auto IV (også kendt som GTA IV eller GTA 4) er et computerspil i Grand Theft Auto-spilserien, der blev udgivet til konsol i Nordamerika og Europa den 29. april 2008. GTA IV er et shooter-spil hvor man kan løbe rundt og lave missioner.

## Indledning
Spillet skulle oprindeligt have været udgivet den 16. oktober 2007, men udgiveren Rockstar annoncerede at de havde 'teknologiske udfordringer', så derfor annoncerede de samtidig at udgivelsesdatoen ville blive skubbet frem til deres andet regnskabskvartal i 2008, hvorefter datoen blev fastsat til d. 29 april 2008.
Spillet er bygget op med deres grafikmotor RAGE-Engine, som deres spil Table Tennis også kører med.
Spillets historie er skrevet af Dan Houser, der er en af medstifterne af Rockstar Games.

## Xbox's eksklusive indhold
Microsoft betalte Rockstar Games 50 millioner for to eksklusive udvidelser til spillet.
Det blev annonceret til E3 den 9. maj 2006.
Den sammensatte disk af "The Lost and Damned" og The Ballad of Gay Tony" som hedder "Episodes From Liberty City", blev udgivet til Playstation 3 og Microsoft Windows den 30. marts 2010.

### The Lost and Damned
Den første af udvidelserne udkom den 17. Februar 2009, med titlen The Lost and Damned.
Den omhandler en ny hoved person Johnny Klebitz der er medlem af Liberty Citys rockergruppe, The Lost (banden optræder adskillige gange i GTA IVs hovedhistorie).
Ifølge Rockstar Games vicepræsident, vil udvidelsen vise en anden side af Liberty City.

### The Ballad of Gay Tony
D. 26. maj 2009 annoncerede Rockstar Games, deres anden udvidelsespakke til GTA IV. I pakken indtager spilleren rollen som Luis Lopez, der er en deltids-kriminel og assistent til den legendariske natklubs ejer Tony Prince (Gay Tony). Spilleren vil her møde Tonys venner og fjender, men samtidig have adgang til flere/mere våben, glamour og kriminalitet.
Pakken vil koste 1600 Microsoft Points (MP). En disk vil senere udkomme der indeholder både The Lost and Damned og The Ballad of Gay Tony, for spillere der ikke ejer en Xbox Live bruger (dette kræver ikke en kopi af GTA IV).
Pakken hedder så GTA Episodes from liberty city, Som dog kom d. 13. marts 2010.

## Udvikling
Grand Theft Auto IV har ifølge Dan Houser været under udvikling i de sidste 4 år. Udviklingen er således påbegyndt kort efter færdiggørelsen af San Andreas.
Som det af og til er tilfældet med spilproduktioner af denne størrelse er udgivelsesdatoen blevet udsat. I dette tilfælde et halvt års tid.

## Trailers

### Første trailer:"Things Will Be Different"
Denne trailer blev frigivet den 29 marts 2007, og var det første live action der blev vist fra GTA IV. Så snart traileren blev udgivet, blev Rockstars server overbelastet på grund af for mange besøgende. 
I traileren introduceres spillets hovedperson Niko, der efter accent og udseende at dømme skal forestille at komme fra et østeuropæisk land. Nicos stemme høres som voice-over, og han fortæller at han har dræbt, smuglet og solgt mennesker, og at han håber på at kunne starte et nyt liv i Liberty City. 
Liberty City, byen hvor også GTA 3 foregår, er blevet modelleret i en ny udgave, stærkt inspireret af New York. Frihedsgudinden, Empire State Building og Times Square er for eksempel repræsenteret, blot med andre navne. 
Traileren kopierer bevidst stilen fra Godfrey Reggio's dokumentarfilm Koyaanisqatsi fra 1982. Musikken er en forkortet udgave af komponisten Philip Glass' stykke Pruitt-Igoe, der er med på soundtracket på den oprindelige film.

### Anden trailer:"Looking For That Special Someone"
Den anden trailer demonstrerer hvad Rockstars RAGE-Engine er i stand til. Byen er langt mere detaljeret end i den første trailer, og denne trailer byder også på biljagter, skuddramaer og eksploderende biler.
I traileren refereres der til de andre spil i GTA-serien. Tidligere karakterer figurerer som graffiti på væggene og bil- og helikoptermodeller fra de tidligere spil optræder ligeledes. Sangen der bliver spillet i traileren er Arm In Arm (Shy Child Remix) med New Yorker-bandet The Boggs. 

### Tredje trailer:"Move Up Ladies"
Denne trailer fokuserer mere på historien i spillet. Niko ses ankomme til Liberty City, hvor han møder sin fætter Roman som viser ham rundt i byen. Roman har tilsyneladende inviteret Niko til Amerika med løfter om et liv i luksus. Hans påståede rigdom viser sig dog at være løgn, og hans 'palæ' viser sig at være en ussel lejlighed. Det viser sig også at Roman har en del udeståender med lokale gangstere, og at Nikos opgave i første omgang er at rode trådene ud for sin fætter.

### Fjerde trailer:"Good Lord, What are you doing. AKA Everyone's a Rat"
Denne trailer var den sidste trailer for GTA IV inden det udkom den 29. april, traileren fokuserer meget på fysikken i spillet og hvordan grafikken kommer til at se ud, den viser også Niko arbejde sammen med de italienske mafia-bosser i spillet.

## Gameplay
Grand Theft Auto har altid været et mission-baseret spil, men friheden til at udforske ved siden af missionerne lever selvfølgelig videre i GTA IV.
Rockstar demonstrerede i maj 2007 i en Xbox 360-demo for spilmagasinet Game Informer, nogle af de nyskabelser som spillet byder på. Det er ikke længere nok at åbne døren og sætte sig ind i en bil for at stjæle den. Hvis bilen er låst er man nødt til først at slå ruden i stykker, dernæst at åbne bilen indefra og endelig at kortslutte ledningerne for at starte bilen. Niko er også forsynet med en mobiltelefon med indbygget telefonbog, mulighed for at ringe til forskellige numre, f.eks. for at bestille en taxa, telefonen har også et kamera, der kan bruges til at tage billeder med og sende dem i forskellige lejligheder. Den vil også give ham adgang til radio, og "genstarte" en mission hvis man har "fejlet"

## Synopsis

### Locations
GTA IV foregår i en redesignet udgave af Liberty City, som består af fem bydele baseret på  bydelene i New York City.
Brooklyn bliver kaldt for 'Broker', Manhattan bliver kaldt 'Algonquin', Queens bliver kaldt 'Dukes', New Jersey hedder Alderney og Bronx bliver kaldt for 'Bohan'.
Adskillige af de originale New York varetegn er taget med i GTA 4 i deres oprindelige form, dog med et andet navn.

### Figurer i Spillet

#### Niko Bellic
Niko Bellic er spillets hovedperson, der er ankommet fra et ukendt østeuropæisk land med drømmen om at starte på frisk. Samtidig så håber han, at han kan lægge frygtelige minder fra hans fortid, bag sig. Han arbejder for alle som betaler ham kontant, mest som lejemorder.

#### Roman Bellic
Roman Bellic er Nikos fætter, der har lokket Niko til Liberty City med løfter om rigdom og succes, der dog viser sig ikke at være sande. 

#### Dimitri Rascalov
Dimitri Rascalov er spillets skurk, han er lederen af den russiske mafia i Liberty City, og benytter det meste af tiden igennem spillet på at lokke Niko i fælder.

#### Elizabeta Torres
Elizabeta er narkohandler. Hun har succes med sine forretninger, takket være forsigtighed og en evne til at få bestukket eller likvideret de rette personer.
Elizabeta er paranoid og har vrangforestillinger, takket være et nyligt opstået stofmisbrug.

#### Little Jacob
Little Jacob er en jamaicansk våbenhandler og narkohandler, der forsyner Niko med våben,
og efterhånden bliver Nikos gode ven

#### Francis McReary
Francis McReary er en irsk korrupt politimand der kender til Nikos kriminelle fortid. Han presser Niko til at fjerne beviser der kunne afsløre hans korrupte virksomhed.

#### Packie McReary
Er Francis McRearys bror, og Niko kommer eventuelt til at arbejde sammen med ham.

#### Jimmy Pegorino
Jimmy Pegorino er en mafia-boss, med meget høje ambitioner.Han er leder i en af de mange italienske mafia-familier i Liberty City. Han prøver desperat at få sin familie ind i "commission" men uden held.

### Plottet
Niko er lige ankommet til Liberty City fra Rusland da spillet starter.
Niko er blevet overtalt til at komme til Amerika af sin fætter Roman, der har lovet ham et liv i luksus. Det viser sig dog snart at Roman har mafia-relaterede problemer, som Niko er nødt til at hjælpe ham ud af. Niko bliver introduceret for Romans lånehaj, Vlad, og bliver tvunget til at hjælpe ham med kriminel business. Vlads kriminelle stil går dog Niko på nerverne, og da Niko finder ud af at Vlad har en affære med Romans kæreste, bliver det for meget for Niko. Han jagter Vlad gennem Broker, og derefter myrder han ham ved havnen. Det skulle han til gengæld aldrig have gjort, for da Vlads mafia-bosser finder ud af hvad der er sket, kidnapper de både Niko og Roman. Niko bliver tvunget til at gøre det beskidte arbejde for dem, og det forløser sig egentlig udmærket, indtil en af mafia-bosserne, Dimitri Rascalov, forråder Niko.

## Special Edition
Grand Theft Auto Special Edition indeholder:
- Specialfremstillet Grand Theft Auto IV sikkerhedsboks i metal med tilhørende nøgler.
- 68 siders bog med production artwork fra Grand Theft Auto IV.
- Soundtrack med udvalgte numre fra spillet.
- Rockstar nøglekæde til sikkerhedsboksens nøgler.
- Rockstar sportstaske.